# Авария Boeing 767 в Чикаго
Авария Boeing 767 в Чикаго — авиационная авария, произошедшая в пятницу, 28 октября 2016 года. Авиалайнер Boeing 767-323ER авиакомпании American Airlines выполнял регулярный внутренний рейс AA383 по маршруту Чикаго—Майами, но при вылете из аэропорта Чикаго произошёл неконтролируемый взрыв и последующий пожар двигателя № 2 (правого). Экипаж прервал взлёт лайнера и эвакуировал всех пассажиров. Из находившихся на борту самолёта 170 человек (161 пассажир и 9 членов экипажа) никто не погиб, но 21 человек получил ранения (1 из них серьёзные). Лайнер был серьёзно повреждён огнём и в дальнейшем был списан.

## Самолёт

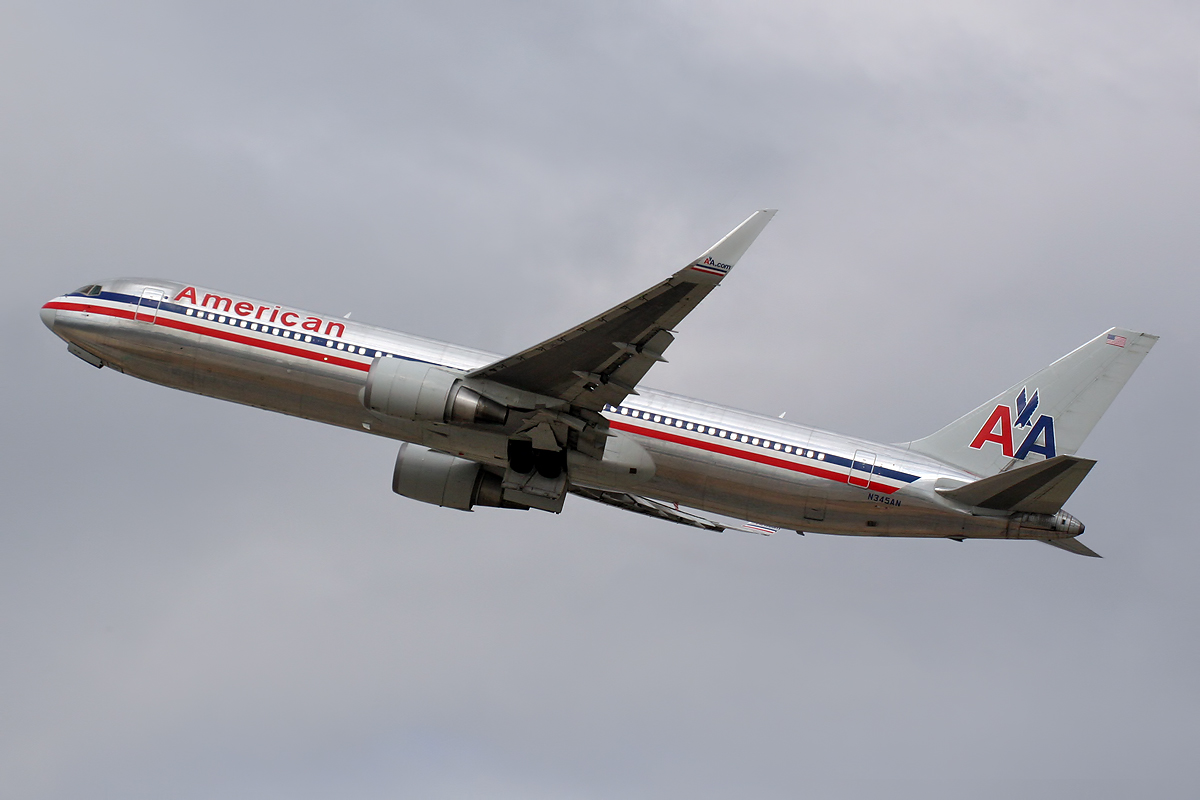
Пострадавший самолёт в 2013 году

Boeing 767-323ER (регистрационный номер N345AN, заводской 33084, серийный 906) был выпущен в 2003 году (первый полёт совершил 16 апреля). 30 апреля того же года был передан авиакомпании American Airlines. Оснащён двумя турбовентиляторными двигателями General Electric CF6-80C2B6. Оба крыла были оснащены винглетами. На день аварии совершил 8120 циклов «взлёт-посадка» и налетал 50 632 часа.

## Экипаж
Экипаж рейса AA383 состоял из 2 пилотов и 7 бортпроводников.
- Командир воздушного судна (КВС) — 61-летний Энтони П. Коченаш (англ. Anthony P. Kochenash). Очень опытный пилот, проходил службу в ВМС США с мая 1976 года по декабрь 1985 года (ветеран Ирано-Иракской войны). Проработал в авиакомпании Trans World Airlines (TWA) 15 лет и 4 месяца (с января 1986 года по апрель 2001 года). 31 марта 1995 года был квалифицирован на командира Boeing 757 и Boeing 767. В мае 2001 года, после покупки авиакомпании TWA авиакомпанией American Airlines, перешёл в штаб последней (проработал в ней 15 лет и 5 месяцев). Налетал свыше 17 400 часов, свыше 4000 из них на Boeing 767 (свыше 1500 из них в качестве КВС).
- Второй пилот — 57-летний Дэвид Т. Дитцель (англ. David T. Ditzel). Очень опытный пилот, также проходил службу в ВМС США с мая 1980 года по декабрь 1995 года (ветеран Ирано-Иракской войны, Войны в Персидском заливе и Боснийской войны). Проработал в авиакомпании TWA 5 лет и 4 месяца (с декабря 1995 года по апрель 2001 года). Так же, как и КВС, перешёл в American Airlines после покупки ею TWA в мае 2001 года. Был дважды уволен из авиакомпании — в июле 2003 года (вернулся в марте 2008 года) и в феврале 2010 года (вернулся в декабре того же года). 14 июня 2014 года был квалифицирован на второго пилота Boeing 757 и Boeing 767. Налетал свыше 22 000 часов, свыше 1600 из них на Boeing 767.

## Хронология событий

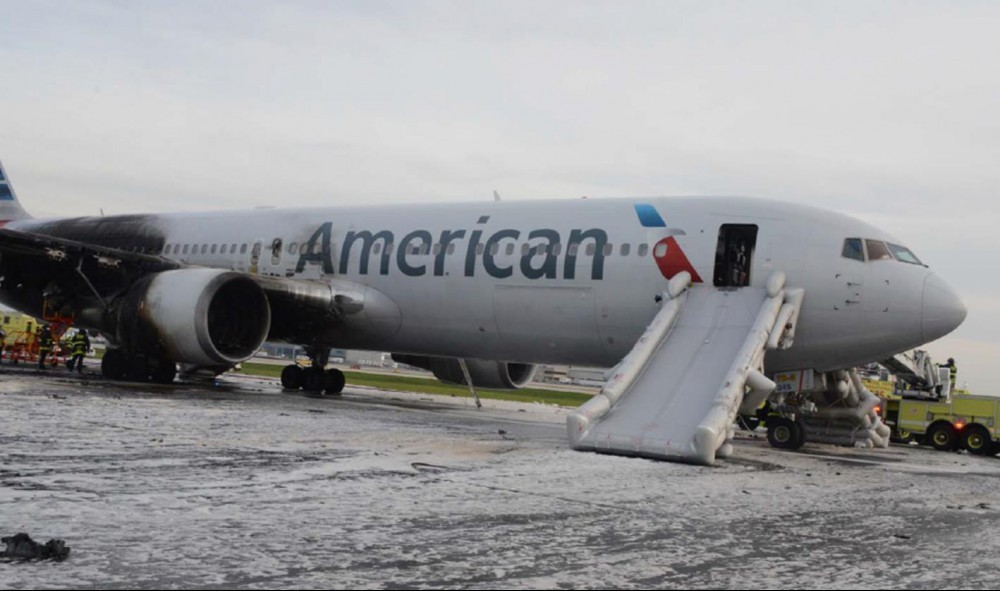
Рейс 383 после эвакуации пассажиров

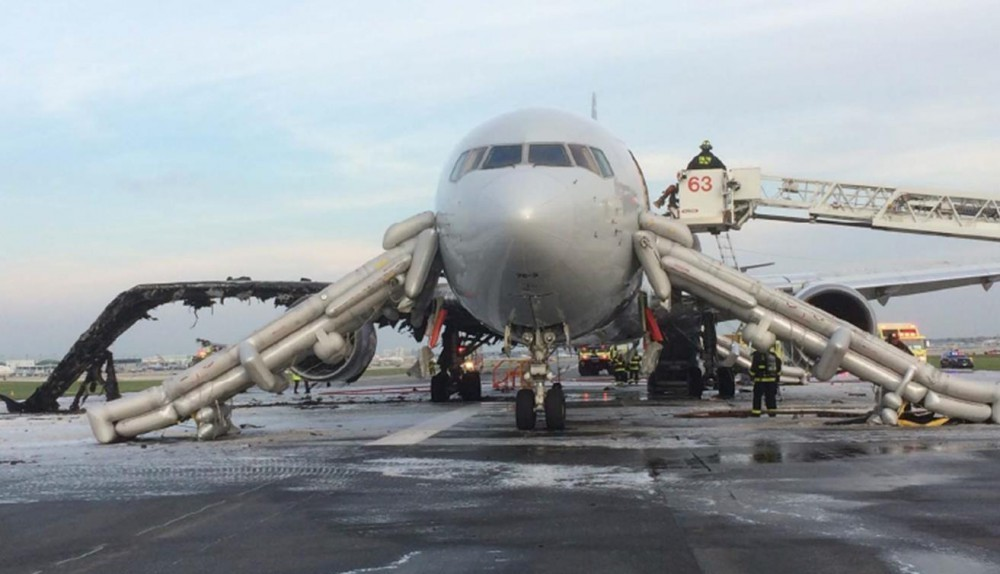
Спасатели работают на месте аварии рейса 383

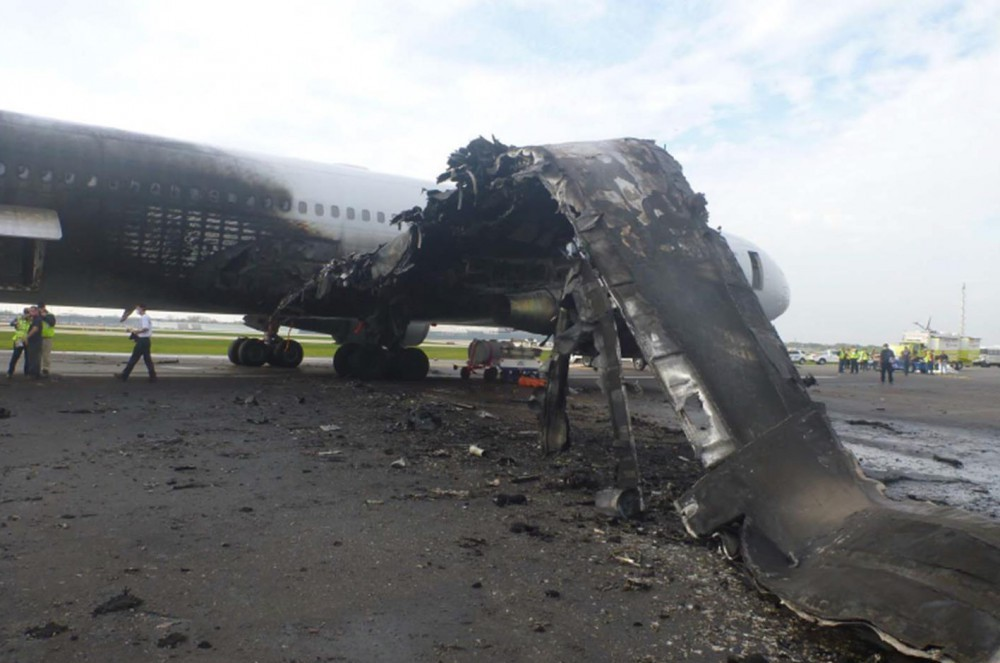
Повреждения правого крыла и фюзеляжа рейса 383

Около 14:31, когда рейс AA383 находился на ВПП № 28R (правая) аэропорта О’Хара, КВС начал увеличивать тягу двигателей до взлётной. Через 10 секунд двигатели были выведены на взлётную тягу. Осуществлять вылет лайнера из Чикаго должен был командир.
Как впоследствии рассказал КВС, через 2-3 секунды после команды второго пилота о достижении скорости 80 узлов (148 км/ч) он услышал громкий хлопок.
На скорости 110 узлов (203 км/ч) экипаж прервал взлёт самолёта, для этого пилоты использовали систему аварийного торможения.
Затем экипаж передал информацию о прерванном взлёте авиадиспетчеру, который сообщил, что наблюдает пожар двигателя № 2 (правого).
После того, как лайнер остановился в 900 метрах в стороне от ВПП № 28R, в кабине экипажа сработал сигнал о пожаре в двигателе № 2.
В 14:31:35 пилоты связались с авиадиспетчером и запросили спасательные службы. Затем экипаж начал выполнение аварийного чек-листа; в числе необходимых процедур было отключение подачи авиатоплива в горящий двигатель и активирование системы пожаротушения.
После выполнения аварийного чек-листа экипаж приступил к выполнению чек-листа по эвакуации.
В течение этого времени двигатель № 1 (левый) всё ещё работал холостым ходом. Позже экипаж отключил его в соответствии с одним из пунктов чек-листа.
После этого экипаж дал команду бортпроводникам начать эвакуацию пассажиров. К этому времени в салоне уже началось задымление.
Полностью выполнив чек-листы, пилоты покинули кабину через дверь.
Согласно данным бортовых самописцев, бортпроводники открыли люки над левым крылом через 8-12 секунд после остановки лайнера.
Через 17 секунд после остановки была открыта передняя левая дверь, ещё через 4 секунды — передняя правая дверь.
Бортовые самописцы прекратили запись примерно через 58 секунд после остановки лайнера.
Старший бортпроводник сообщил пилотам о ходе эвакуации.
После того, как все 161 пассажир эвакуировались из самолёта через надувные трапы, самолёт покинули сначала бортпроводники, затем второй пилот, последним борт лайнера покинул КВС.
Во время эвакуации было замечено, что некоторые пассажиры эвакуировались со своей ручной кладью, хотя это противоречит правилам безопасности.
Из 170 человек на борту лайнера никто не погиб, но 21 человек получил ранения (1 пассажир получил серьёзную травму — после эвакуации через левое крыло был сбит с ног тягой всё ещё работающего двигателя № 1).
У лайнера в результате пожара полностью сгорело и наполовину разрушилось правое крыло, двигатель № 2 (правый) был серьёзно повреждён, весь фюзеляж по правому борту от крыла до горизонтального хвостового стабилизатора полностью выгорел. Впоследствии самолёт был признан не подлежащим восстановлению и был списан.

## Расследование
Расследование причин аварии рейса AA383 проводил Национальный совет по безопасности на транспорте (NTSB).
Первым об аварии рейса 383 узнал следователь NTSB, находившийся в Чикаго. Около 15:00 по местному времени он был уве́домлен об аварии в аэропорту О’Хара и прибыл на место аварии. Он обеспечивал безопасность и собирал известную на тот момент информацию.
Специалисты из штаб-квартиры NTSB в Вашингтоне прибыли в Чикаго в тот же день.
В расследовании принимали участие компания «Boeing» (производитель самолёта), авиакомпания American Airlines (эксплуатант самолёта), Международная ассоциация пилотов, Объединение работников на транспорте, Ассоциация бортпроводников, компания «General Electric» (производитель двигателей пострадавшего самолёта) и ATI Specialty Materials.
Окончательный отчёт расследования NTSB был опубликован 30 января 2018 года.
Согласно отчёту, причиной взрыва двигателя № 2 (правого) стало разрушение ротора, отвечающего за вращение лопастей двигателя. Из-за усталости металла ротор разлетелся на три части, в итоге прервав подачу авиатоплива и пробив топливный бак в правом крыле, что привело к возгоранию.
NTSB вынес ряд рекомендаций по увеличению уровня безопасности:
- разработка руководства для бортпроводников во время эвакуации при подобных происшествиях (использовать аварийные выходы, расположенные близко к огню, опасно);
- провести исследование и выявить действие ручной клади, которую выносили пассажиры во время эвакуации, задерживая других пассажиров;
- проведение исследования, показывающего безопасность двигателей с применением никелевых сплавов;
- разработка компанией «Boeing» и авиакомпанией American Airlines более подробного чек-листа при подобных происшествиях[1].

## Судебные иски
В ноябре 2016 года было подано в общей сложности 18 судебных исков от пассажиров рейса 383.
В июне 2017 года в окружной суд США был подан иск от одного из пассажиров. 47-летний житель Майами Скотт Беккер (англ. Scott Becker) заявил, что American Airlines не смогла обеспечить безопасный полёт, надлежащие техническое обслуживание своего авиапарка и правильно ознакомить пассажиров с правилами безопасности. В иске потребовалась компенсация в размере 75 000 долларов. При эвакуации Беккер получил серьёзные травмы (был сбит с ног тягой работающего двигателя № 1). Адвокат Беккера заявил, что работа его клиента требует частых перелётов, и теперь во время каждого из них он испытывает сильное эмоциональное напряжение, связанное с произошедшей аварией рейса 383.
В декабре 2017 другой пассажир рейса 383 подал в окружной суд округа Кук иск, в котором было предъявлено обвинение к компании «General Electric». Эмили Шнолль (англ. Emily Schnoll) заявила в своём иске, что испытала сильное моральное и физическое воздействие. Кроме того, в иске было указано, что вскоре после аварии она была задержана полицией.

### Комментарии
1. ↑  Здесь и далее указано Североамериканское восточное время — EST